# Biscoitos (Calheta)

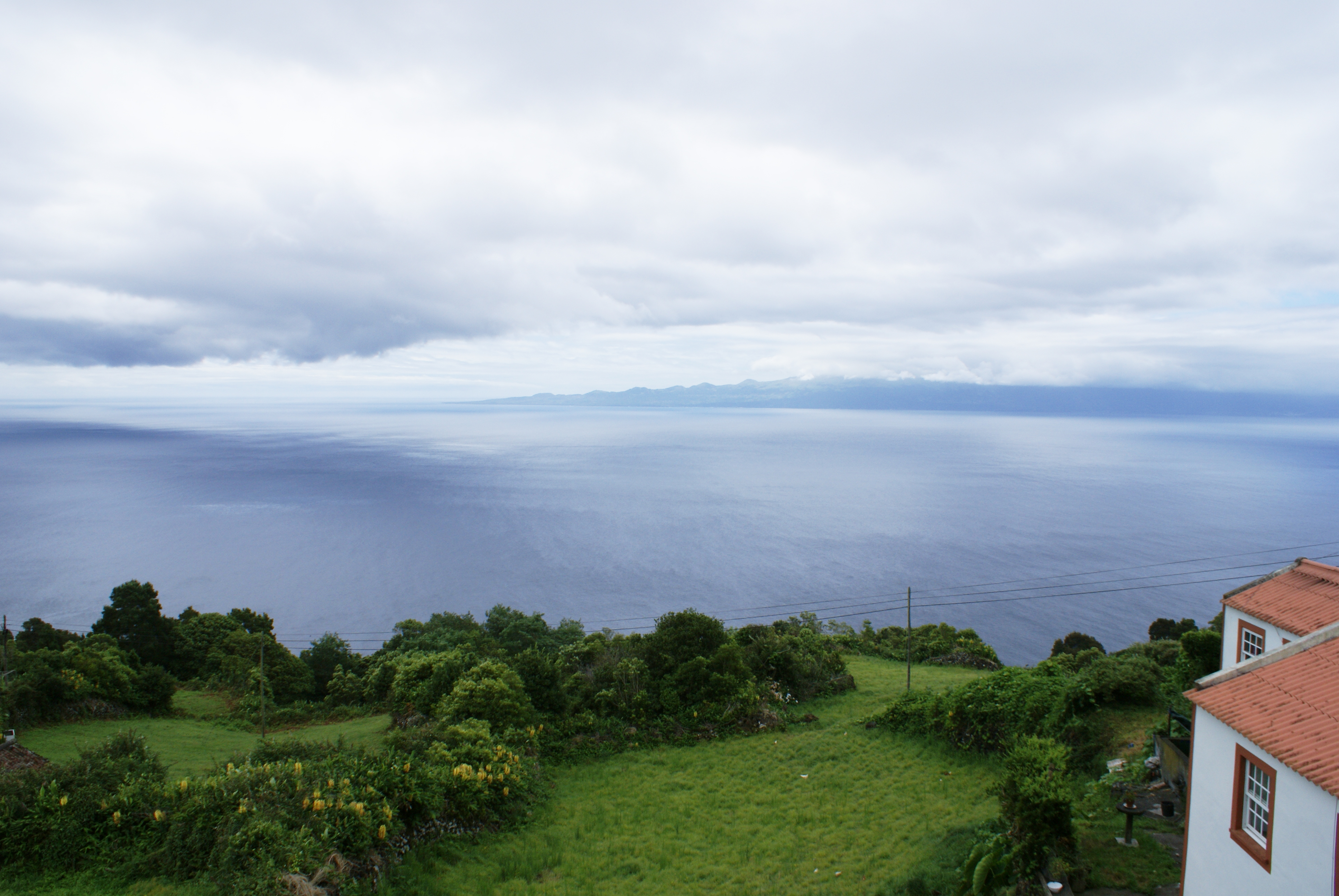
Paisagem dos Biscoitos, a ilha do Pico do outro lado do Canal.

Biscoitos (Calheta) é um lugar da freguesia, vila e concelho da Calheta, ilha de São Jorge, Açores.
O lugar dos Biscoitos, que já foi um dos mais populosos da freguesia da Calheta, situa-se sobre terreno alto a noroeste da vila, na estrada que liga a calheta à vila de Velas. A sua posição sobranceira à Fajã Grande dá a este lugar uma vista privilegiada sobre o canal de São Jorge e sobre a fronteira ilha do Pico. Já teve escola do 1.º ciclo (recentemente extinta) e é sede de várias agremiações. Tem cerca de 350 habitantes (2001).
Esta localidade encontra-se no alto da ilha e dedica-se praticamente à agricultura e as lacticínios, possui um templo, A Ermida de Nossa Senhora do Socorro que foi construída entre os anos de 1778 e terminada em 1788 por iniciativa de António Faustino da Silveira. Dado o crescimento da população foi ampliada em 1831 e restaurada na década de 1990.
Junto da referida igreja existe o Salão Paroquial e um Império do Espírito Santo, o Império do Espírito Santo dos Biscoitos, construído em 1831.

## Património natural
- Ribeira dos Gafanhotos